# Pedrosa del Rey
Pedrosa del Rey è un comune spagnolo di 212 abitanti situato nella comunità autonoma di Castiglia e León.